# Mont Eolus
Pour les articles homonymes, voir Eolus et Éole (homonymie).
Le mont Eolus, en anglais Mount Eolus, est un sommet montagneux américain dans le comté de La Plata, au Colorado. Il culmine à 4 292 mètres d'altitude dans les monts Needle. Il est protégé au sein de la forêt nationale de San Juan et de la Weminuche Wilderness.